# مقاطعة بورك (كارولاينا الشمالية)
مقاطعة بورك (بالإنجليزية: Burke County)‏ هي إحدى مقاطعات ولاية كارولاينا الشمالية في الولايات المتحدة الأمريكية. مركز المقاطعة أو مقعدها هي مدينة مورغانتون. تأسست هذه المقاطعة سنة 1777.أصل هذه المقاطعة يأتي من: مقاطعة روان.

## أعلام
- كيري جاردين
- توم سكوت
- إسحاق إي. أفيري